# Otto von Böhtlingk

Otto von Böhtlingk

Otto Nicolaus von Böhtlingk (russisch Оттон Николаевич Бётлингк; * 30. Maijul. / 11. Juni 1815greg. in Sankt Petersburg; † 1. April 1904 in Leipzig) war ein bedeutender Sprachwissenschaftler und Indologe.

## Leben und Werk

### Herkunft, Ausbildung, wissenschaftliche Karriere
Otto von Böhtlingk, Mitbegründer des wissenschaftlichen Studiums des Sanskrits in Deutschland, wurde in St. Petersburg geboren, wohin seine Vorfahren aus Lübeck 1713 eingewandert waren. Er studierte dort seit 1833 orientalische Sprachen, besonders Sanskrit, ab 1835 in Berlin und Bonn. Er wurde nach seiner Rückkehr 1842 zum Adjunkten der russischen kaiserlichen Akademie der Wissenschaften in St. Petersburg berufen, 1845 zum außerordentlichen und 1855 zum ordentlichen Mitglied derselben; 1860 ernannte man ihn zum Wirklichen Staatsrat und 1875 zum Geheimrat, obwohl er seinen Wohn- und Arbeitssitz schon 1868 nach Jena verlegt und seine Arbeitsstelle, die Akademie, seither nie wieder aufgesucht hat. 1894 wurde er aber Ehrenmitglied der Russischen Akademie der Wissenschaften.

### Sanskritstudien: Grammatiken, Sammlungen, Dramen, „Petersburger Wörterbuch“ (PW)
Epochemachend war seine Ausgabe des Sanskrittextes der berühmten Grammatik des Panini (Bonn 1840, 2 Bde.), an die sich Editionen von Vopadevas Grammatik (Petersburg 1846) und Hemacandras Wörterbuch (ebda. 1847) anschlossen. Dem Studium der indischen Dramen in Deutschland gab er durch seine Ausgabe und Übersetzung von Kalidasas „Sakuntala“ (Bonn 1842) eine feste Grundlage und sammelte die indische Spruchweisheit in seinem Werk „Indische Sprüche“ (Petersburg 1863–65, 3 Bde.; 2. Aufl., 7.613 Sprüche enthaltend, 1870–71); nicht minder reichhaltig ist seine „Sanskrit-Chrestomathie“, eine Sammlung von Lesestücken verschiedener Gattungen zu didaktischen Zwecken (Petersburg 1845, 2. Aufl. 1877).
Eines der interessantesten indischen Dramen hat Böhtlingk ins Deutsche übersetzt („Mricchakatika“, Petersburg 1877). Zahlreich sind seine kleineren Abhandlungen in den Publikationen der kaiserlichen Petersburger Akademie. Sein Hauptwerk aber, das er in Gemeinschaft mit Rudolf von Roth in Tübingen unter Mitwirkung der bedeutendsten deutschen Sanskritisten herausgab, ist das „Sanskrit-Wörterbuch“ (abgekürzt: PW für „Petersburger Wörterbuch“, Petersburg 1855–75, 7 Bde.), ein Stellenwörterbuch, für das die äußerst reiche, bisher zumeist nur durch Handschriften oder unzuverlässige Drucke bekannte Sanskritliteratur der vedischen und der späteren Epochen in sorgfältigster Weise exzerpiert und zum ersten Mal eine geschichtliche Anordnung der Wortbedeutungen unternommen wurde. Böhtlingk hat ein „Sanskrit-Wörterbuch in kürzerer Fassung“ herausgegeben (abgekürzt: pw, Petersburg 1879 ff.), in dem die deutschen Bedeutungen ohne Angabe der Stellen, zugleich aber sehr viele in dem großen Wörterbuch nicht enthaltene Wörter, zum Teil nach Mitteilungen anderer Sanskritisten, angegeben sind.

### Philologische Methode, Akzente, Kommentatorenstreit
Böthlingk stand den Inhalten der von ihm herausgegebenen oder übersetzten Sanskritliteratur kritisch gegenüber, er beurteilte sie eher nach ihrem philologischen als nach ihrem philosophisch-religiösen Wert; so hielt er wenig von den Aussagen der Upanishaden oder der Bhagavadgita, Kerntexten des Hinduismus, da sie zu widersprüchlich seien. Die „Auktorität der indischen Exegetiker und Grammatiker“ berücksichtigte er, im Gegensatz zu den englischen Sanskritisten, grundsätzlich nicht, da deren Erläuterungen (in den Worten seines Mitarbeiters Roth) oft nur aus dem „hülfloseste[n] Rathen und Umhertasten“ bestünden. Die Auslegungen des Hinduheiligen und -exegeten Shankara hielt Böhtlingk geradezu für „absurd“. Stattdessen vertraute er allein auf die sprachwissenschaftliche Methode, nach der man nur „den Texten selbst ihren Sinn abgewinnen“ dürfe. Kritisch beurteilt wurde Böhtlingks Einführung der Akzente, die er zum Verständnis der Texte beigefügt hatte.

### Direktor der Akademie-Druckerei
Böhtlingk nahm neben seiner akademischen Stellung 19 Jahre lang (1849–1868) zugleich das Amt eines Direktors der Akademie-Druckerei mit mehr als 150 Angestellten wahr. Angeschlossen war eine Sanskrit-Setzerei mit eigenen Druckbuchstaben, Gussformen und geübten Setzern. Erst mit der Übersiedlung nach Deutschland entfiel diese zusätzliche Aufgabe, zugleich aber auch die damit verbundenen, nicht unerheblichen Einnahmen.

### Sprachwissenschaftliche Studien: „Über die Sprache der Jakuten“
Wichtig für die vergleichende Grammatik der altaischen Sprachen war und ist sein Werk „Über die Sprache der Jakuten“ (Petersburg 1851), das als „Meilenstein der Sprachwissenschaft“ gilt und für das Böhtlingk heute in Russland bekannter ist als für seine Sanskritstudien. Böhtlingk erarbeitete eine Grammatik und ein Wörterbuch nach den handschriftlichen Sammlungen des Reisenden Alexander Theodor von Middendorff und erlernte selbst die Sprache von einem jakutischen Beamten seiner Heimatstadt. Die St. Petersburger Akademie bezeichnete ihn daher 1892 als Begründer der Philologie der Turkvölker. Sein Deutsch-Jakutisch-Wörterbuch berücksichtigte Edward Piekarski bei der Erstellung des Russisch-Jakutisch-Wörterbuchs.

### Umzug nach Jena und Leipzig, letzte Jahre
Da Böhtlingk in St. Petersburg mit Gesundheitsproblemen zu kämpfen hatte, bat er die Akademieleitung um die Genehmigung, in ein milderes Klima umsiedeln zu dürfen. Von der mitteldeutschen Universitätsstadt Jena aus setzte er seit 1868 seine Arbeiten fort. 1885 zog Böhtlingk ein zweites Mal um, diesmal auf Wunsch seiner dritten Frau nach Leipzig, wo er die letzten Lebensjahre, in regem Austausch mit Fachkollegen und Studenten, stets schriftstellerisch mit kleineren indologischen und sprachwissenschaftlichen Arbeiten beschäftigt, zubrachte. Böhtlingk starb 1904 nach längerem Leiden im Alter von 89 Jahren an Altersbrand (Gangraena senilis) in den Beinen. Sein Vermögen beim Tod betrug lediglich RM 6.274,50 (Kleidung-Möbel-Bibliothek), wovon allein die Bibliothek mit RM 6.000 taxiert war.

## Privatleben, Ehen, Kinder, Finanzen
Seit der Auswertung seines Briefwechsels tritt Böhtlingks privates und berufliches Leben deutlicher als bisher zutage, das angesichts seines Fleißes, seiner Beharrlichkeit und profunden Kenntnisse bisher nur als „Autobiographie seiner Werke“ verstanden worden war. Böhtlingk war viermal verheiratet: 1. mit Agnes Hisgen 1838–1846 (8 Jahre; Trennung/Scheidung); 2. mit Pauline Gräfe 1846–1856 (10 Jahre; Tod der Ehefrau); 3. mit Julie Gräfe 1856–1889 (33 Jahre; Tod der Ehefrau); 4. mit Anna Frömbter 1889–1904 (15 Jahre, † 1921). - Aus der Ehe mit Pauline Gräfe gingen die drei Kinder Ottilie (1848–1926), Paul (1851–1908) und Helene (1853–1915), aus der Verbindung mit seiner langjährigen Hausdame Anna Frömbter der außereheliche und nachträglich durch die Ehe legitimierte Sohn Nikolai Robert (1883–1923) hervor. Heute leben nur noch Nachkommen von Ottilie (in Kanada).
Durch „glückliche Speculationen“ gelang es ihm, sich neben dem Einkommen aus der Akademietätigkeit ein zweites Einkommen zu verschaffen, das ihm die gesundheitlich notwendige Übersiedlung nach Jena ermöglichte. Obwohl nicht Mitglied der Universität und ohne innere Berufung zum Lehramt, gelang es Böhtlingk durch sein geselliges, unprätentiöses und durchaus praktisches Wesen zeitlebens, wissenschaftliche und persönliche Freundschaften mit älteren, gleichaltrigen und jüngeren Kollegen zu pflegen. Seine kritische Einstellung zur Arbeits- und Vorgehensweise der konkurrierenden englischen Indologen, vor allem zum deutschstämmigen Max Mueller, dessen Hang zur Popularisierung er missbilligte, und zu Monier Monier-Williams, dem er vorwarf, sein „Wörterbuch“ plagiiert zu haben, hinderte ihn nicht am regen schriftlichen Austausch auch mit seinen Gegnern.

## Die Frage der Staatsangehörigkeit
Während die kaiserliche Akademie in St. Petersburg bis 1850 zum Großteil aus Ausländern bestand (z. B. in Böhtlingks Klasse aus Holländern, Schweden, Deutschen und Franzosen mit nur einem Russen), änderte sich in der Folge des Krimkriegs und dem Aufkommen von Russophilie und Panslawismus bis zum Ende des Jahrhunderts sowohl die Zusammensetzung als auch das Klima an der Akademie. Böhtlingk, der einer Familie mit deutschen Wurzeln entstammte, die seit über einem Jahrhundert in St. Petersburg lebte, nahm  erst mit seiner Nobilitierung 1888 die russische  Staatsangehörigkeit an. Er, der von seiner Religionszugehörigkeit her nicht russisch-orthodox, sondern evangelisch-lutherisch war, „hätte sich vielleicht selber als deutschen Petersburger bezeichnet“; der Russe Vigasin nannte ihn 2013 „einen in Russland lebenden Deutschen“. In Jena wurde Böhtlingk als russischer Staatsrat mit Anspruch auf das Adelsprädikat „von“ daher auch als Ausländer und Privatgelehrter behandelt.

## Mitgliedschaften, Orden und Ehrungen
Von Böhtlingk hat die ihm verliehenen Orden (u. a. den preußischen Pour le Mérite, den italienischen Ordine della Corona di Ferro, verschiedene russische Orden) nie getragen; auch die Mitgliedschaft in namhaften wissenschaftlichen Gesellschaften konnte ihn selten einmal zur Teilnahme an Kongressen oder Tagungen bewegen, da ihm öffentliches Auftreten widerstrebte. Er war seit 1846 Mitglied der Deutschen Morgenländischen Gesellschaft (DMG), 1872–1875 sogar als Vorstand, seit 1855 Mitglied der Preußischen Akademie der Wissenschaften, seit 1868 auswärtiges Mitglied der Königlich Dänischen Akademie der Wissenschaften, seit 1886 Mitglied der Sächsischen Akademie der Wissenschaften und seit 1887 der Bayerischen Akademie der Wissenschaften.

## Zitate, Urteile von Zeitgenossen
- Christian Lassen, seit 1830 a.o. Professor für indische Sprache und Literatur in Bonn, über seinen Studenten Böthlingk: „der großen Fleiß besitzt, auch nicht des Scharfsinns entbehrt, aber seine Resultate nicht recht zusammenzufassen weiß und sich leicht in das Detail verliert“[18]
- „Daß ich trotz meiner polemischen Anlage so viele Freunde habe, spricht vielleicht zu meinen Gunsten“[19]
- Böhtlingk zum Amerikanischen Bürgerkrieg: „‘Sobald die Nachricht zu uns gelangt, dass der Süden besiegt ist und die Prinzipien der Humanität gesiegt haben, trinke ich mit meinen Freunden ein Glas Wein auf das Gedeihen der Union. Hoffentlich erleben wir es bald, dass die Barone des Südens ihre Waffen strecken.‘“[20]

## Werke
- Pânini's acht Bücher grammatischer Regeln. Bonn 1839–40 (Digitalisat Bd. 1, Digitalisat Bd. 2)
- Die Declination im Sanskrit. Sonderdruck, St. Petersburg 1844 (Digitalisat)
- Bemerkungen zur zweiten Ausgabe von Franz Bopp's Kritischer Grammatik der Sanskrita-Sprache in kürzerer Fassung. Sonderdruck, St. Petersburg 1845 (Digitalisat)
- Sanskrit-Chrestomathie. Zunächst zum Gebrauch bei Vorlesungen. St. Petersburg 1845 (Digitalisat), 2. Aufl. 1877 (Digitalisat)
- Vopadeva's Mugdhabodha. St. Petersburg 1847 (Digitalisat)
- (mit Charles Rieu:) Hemaḱandra's Abhidhânaḱintâmani, ein systematische angeordnetes synonymisches Lexicon. St. Petersburg 1847 (Digitalisat)
- Über die Sprache der Jakuten. Grammatik, Text und Wörterbuch. St. Petersburg 1851 (Digitalisat)
- Sanskrit-Wörterbuch. 6 Bde., St. Petersburg 1855–71 (Digitalisat Bd. 1)
- Indische Sprüche. St. Petersburg 1863–65 (Digitalisat Bd. 1, Digitalisat Bd. 2, Digitalisat Bd. 3), 2. Aufl. 1870–71.
- Sanskrit-Wörterbuch in kürzerer Fassung. 7 Teile, St. Petersburg 1879–89
- Pâṇini's Grammatik. Leipzig 1887 (Digitalisat)